# هرب ام نکا
شهر هرب ام نکادر ایالت بادن-وورتمبرگ در کشور آلمان واقع شده‌است.